# Vivaldi (webbrowser)
Vivaldi is een webbrowser die ontwikkeld wordt door het Noorse Vivaldi Technologies. Dit bedrijf werd in 2014 opgericht door twee voormalige topmensen van Opera Software: Jon Stephenson von Tetzchner en Tatsuki Tomita. De browser is geïnspireerd op Opera en zet zich af tegen de keuzes die Opera toen maakte door over te stappen van de layout-engine Presto naar Blink, waarmee veel populaire onderdelen verloren gingen. Ook Vivaldi maakt gebruik van de layout-engine Blink, die afgeleid is van Chromium.
In maart 2014 sloot Opera het portal My Opera en lanceerde Vivaldi haar website als virtuele gemeenschap. Op 27 januari 2015 werd de eerste technische preview van de browser uitgebracht. De naam verwijst naar componist Antonio Vivaldi.

## Versiegeschiedenis
Op 4 november 2015 kwam de eerste bètaversie uit en op 6 april 2016 de eerste definitieve versie 1.0, die geregeld werd geüpdatet, van 1.1 tot 1.15. Op 26 september 2018 verscheen versie 2.0, die op zijn beurt geregeld wordt geüpdatet.
Eind 2020 voegde Vivaldi een ingebouwde e-mailclient met agenda toe, evenals een rss-feedlezer. Deze draagt intern en onofficieel in de gemeenschap de naam M3, verwijzend naar M2, de naam van de voormalige ingebouwde e-mailclient van Opera. Op 9 juni 2021 werden met de uitgave van versie 4.0 officieel bètaversies van deze e-mailclient, agenda en rss-feedlezer toegevoegd aan de browser.